# 1997年のワールドシリーズ
1997年の野球において、メジャーリーグベースボール（MLB）優勝決定戦の第93回ワールドシリーズ（英語: 93rd World Series）は、10月18日から26日にかけて計7試合が開催された。その結果、フロリダ・マーリンズ（ナショナルリーグ）がクリーブランド・インディアンス（アメリカンリーグ）を4勝3敗で下し、球団創設5年目で初の優勝を果たした。
地区優勝を逃した中で最も勝率の高い球団にポストシーズン出場枠を与えるワイルドカード制度が1994年に導入されて以来、ワイルドカード球団のシリーズ出場・優勝はともに初めて。また、1961年以降のエクスパンションによって創設された球団が5年目で優勝するのは、当時の史上最速記録である。しかし球団オーナーのウェイン・ハイゼンガーはこの年の球団収支が3400万ドルの赤字だったとして、優勝から16日後にモイゼス・アルーをトレードしたのを皮切りに、ロブ・ネンやジェフ・コーナインなどの主力選手を次々と放出する "ファイアーセール" を敢行する。翌1998年、マーリンズは54勝108敗・勝率.333と、前年シリーズ優勝球団として史上最低の成績に終わった。シリーズMVPには、2試合13.2イニングで2勝0敗・防御率5.27という成績を残したマーリンズのリバン・ヘルナンデスが選出された。

## 両チームの過去の対戦
MLBではこの年から、アメリカンリーグ球団とナショナルリーグ球団がレギュラーシーズン中に対戦する "インターリーグ" が導入された。しかしこの年、マーリンズとインディアンスの対戦は組まれていない。というのも、インターリーグは2001年までの5年間、ナショナルリーグ東地区の球団はアメリカンリーグ東地区の球団と、アメリカンリーグ中地区の球団はナショナルリーグ中地区の球団と、というように対戦カードを同地区球団どうしのみに限定していたためである。

## 試合結果
1997年のワールドシリーズは10月18日に開幕し、途中に移動日を挟んで9日間で7試合が行われた。日程・結果は以下の通り。
| 日付                                                     | 試合  | ビジター球団（先攻）           | スコア | ホーム球団（後攻）             | 開催球場                     | 開催球場                                             |
| -------------------------------------------------------- | ----- | ------------------------------ | ------ | ------------------------------ | ---------------------------- | ---------------------------------------------------- |
| 10月18日（土）                                           | 第1戦 | クリーブランド・インディアンス | 4－7   | フロリダ・マーリンズ           | プロ・プレイヤー・スタジアム | プロ・プレイヤー・スタジアムジェイコブス・フィールド |
| 10月19日（日）                                           | 第2戦 | クリーブランド・インディアンス | 6－1   | フロリダ・マーリンズ           | プロ・プレイヤー・スタジアム | プロ・プレイヤー・スタジアムジェイコブス・フィールド |
| 10月20日（月）                                           |       | 移動日                         | 移動日 | 移動日                         |                              | プロ・プレイヤー・スタジアムジェイコブス・フィールド |
| 10月21日（火）                                           | 第3戦 | フロリダ・マーリンズ           | 14－11 | クリーブランド・インディアンス | ジェイコブス・フィールド     | プロ・プレイヤー・スタジアムジェイコブス・フィールド |
| 10月22日（水）                                           | 第4戦 | フロリダ・マーリンズ           | 3－10  | クリーブランド・インディアンス | ジェイコブス・フィールド     | プロ・プレイヤー・スタジアムジェイコブス・フィールド |
| 10月23日（木）                                           | 第5戦 | フロリダ・マーリンズ           | 8－7   | クリーブランド・インディアンス | ジェイコブス・フィールド     | プロ・プレイヤー・スタジアムジェイコブス・フィールド |
| 10月24日（金）                                           |       | 移動日                         | 移動日 | 移動日                         |                              | プロ・プレイヤー・スタジアムジェイコブス・フィールド |
| 10月25日（土）                                           | 第6戦 | クリーブランド・インディアンス | 4－1   | フロリダ・マーリンズ           | プロ・プレイヤー・スタジアム | プロ・プレイヤー・スタジアムジェイコブス・フィールド |
| 10月26日（日）                                           | 第7戦 | クリーブランド・インディアンス | 2－3x  | フロリダ・マーリンズ           | プロ・プレイヤー・スタジアム | プロ・プレイヤー・スタジアムジェイコブス・フィールド |
| 優勝：フロリダ・マーリンズ（4勝3敗 / 球団創設5年目で初） |       |                                |        |                                |                              | プロ・プレイヤー・スタジアムジェイコブス・フィールド |

### 第1戦 10月18日
- プロ・プレイヤー・スタジアム（フロリダ州マイアミガーデンズ）

|                                | 1 | 2 | 3 | 4 | 5 | 6 | 7 | 8 | 9 | R | H  | E |
| ------------------------------ | - | - | - | - | - | - | - | - | - | - | -- | - |
| クリーブランド・インディアンス | 1 | 0 | 0 | 0 | 1 | 1 | 0 | 1 | 0 | 4 | 11 | 0 |
| フロリダ・マーリンズ           | 0 | 0 | 1 | 4 | 2 | 0 | 0 | 0 | X | 7 | 7  | 1 |

1. 勝利：リバン・ヘルナンデス（1勝）
2. セーブ：ロブ・ネン（1S）
3. 敗戦：オーレル・ハーシュハイザー（1敗）
4. 本塁打
CLE：マニー・ラミレス1号ソロ、ジム・トーミ1号ソロ
FLA：モイゼス・アルー1号3ラン、チャールズ・ジョンソン1号ソロ
5. 審判
［球審］エド・モンタギュー（NL）
［塁審］一塁: デイル・フォード（AL）、二塁: ジョー・ウェスト（NL）、三塁: グレッグ・コスク（AL）
［外審］左翼: ランディ・マーシュ（NL）、右翼: ケン・カイザー（AL）
6. 試合開始時刻: 東部夏時間（UTC-4）午後7時10分  試合時間: 3時間19分  観客: 6万7245人  気温: 84°F（28.9°C）
詳細: MLB.com Gameday / Baseball-Reference.com

| クリーブランド・インディアンス | クリーブランド・インディアンス | クリーブランド・インディアンス | クリーブランド・インディアンス | クリーブランド・インディアンス | フロリダ・マーリンズ | フロリダ・マーリンズ | フロリダ・マーリンズ | フロリダ・マーリンズ | フロリダ・マーリンズ |
| ------------------------------ | ------------------------------ | ------------------------------ | ------------------------------ | --- | -------------------- | -------------------- | -------------------- | -------------------- | --- |
| 打順                           | 守備                           | 選手                           | 打席                           | O・ハーシュハイザーS・アロマーJr.J・トーミB・ロバーツM・ウィリ · アムズO・ビスケルD・ジャスティスM・グリッソムM・ラミレス（なし） | 打順                 | 守備                 | 選手                 | 打席                 | L・ヘルナンデスC・ジョンソンD・ドールトンC・カウンセルB・ボニーヤE・レンテリアM・アルーD・ホワイトG・シェ · フィールド（なし） |
| 1                              | 二                             | B・ロバーツ                    | 両                             | O・ハーシュハイザーS・アロマーJr.J・トーミB・ロバーツM・ウィリ · アムズO・ビスケルD・ジャスティスM・グリッソムM・ラミレス（なし） | 1                    | 中                   | D・ホワイト          | 両                   | L・ヘルナンデスC・ジョンソンD・ドールトンC・カウンセルB・ボニーヤE・レンテリアM・アルーD・ホワイトG・シェ · フィールド（なし） |
| 2                              | 遊                             | O・ビスケル                    | 両                             | O・ハーシュハイザーS・アロマーJr.J・トーミB・ロバーツM・ウィリ · アムズO・ビスケルD・ジャスティスM・グリッソムM・ラミレス（なし） | 2                    | 遊                   | E・レンテリア        | 右                   | L・ヘルナンデスC・ジョンソンD・ドールトンC・カウンセルB・ボニーヤE・レンテリアM・アルーD・ホワイトG・シェ · フィールド（なし） |
| 3                              | 右                             | M・ラミレス                    | 右                             | O・ハーシュハイザーS・アロマーJr.J・トーミB・ロバーツM・ウィリ · アムズO・ビスケルD・ジャスティスM・グリッソムM・ラミレス（なし） | 3                    | 右                   | G・シェフィールド    | 右                   | L・ヘルナンデスC・ジョンソンD・ドールトンC・カウンセルB・ボニーヤE・レンテリアM・アルーD・ホワイトG・シェ · フィールド（なし） |
| 4                              | 左                             | D・ジャスティス                | 左                             | O・ハーシュハイザーS・アロマーJr.J・トーミB・ロバーツM・ウィリ · アムズO・ビスケルD・ジャスティスM・グリッソムM・ラミレス（なし） | 4                    | 三                   | B・ボニーヤ          | 両                   | L・ヘルナンデスC・ジョンソンD・ドールトンC・カウンセルB・ボニーヤE・レンテリアM・アルーD・ホワイトG・シェ · フィールド（なし） |
| 5                              | 三                             | M・ウィリアムズ                | 右                             | O・ハーシュハイザーS・アロマーJr.J・トーミB・ロバーツM・ウィリ · アムズO・ビスケルD・ジャスティスM・グリッソムM・ラミレス（なし） | 5                    | 一                   | D・ドールトン        | 左                   | L・ヘルナンデスC・ジョンソンD・ドールトンC・カウンセルB・ボニーヤE・レンテリアM・アルーD・ホワイトG・シェ · フィールド（なし） |
| 6                              | 一                             | J・トーミ                      | 左                             | O・ハーシュハイザーS・アロマーJr.J・トーミB・ロバーツM・ウィリ · アムズO・ビスケルD・ジャスティスM・グリッソムM・ラミレス（なし） | 6                    | 左                   | M・アルー            | 右                   | L・ヘルナンデスC・ジョンソンD・ドールトンC・カウンセルB・ボニーヤE・レンテリアM・アルーD・ホワイトG・シェ · フィールド（なし） |
| 7                              | 捕                             | S・アロマーJr.                 | 右                             | O・ハーシュハイザーS・アロマーJr.J・トーミB・ロバーツM・ウィリ · アムズO・ビスケルD・ジャスティスM・グリッソムM・ラミレス（なし） | 7                    | 捕                   | C・ジョンソン        | 右                   | L・ヘルナンデスC・ジョンソンD・ドールトンC・カウンセルB・ボニーヤE・レンテリアM・アルーD・ホワイトG・シェ · フィールド（なし） |
| 8                              | 中                             | M・グリッソム                  | 右                             | O・ハーシュハイザーS・アロマーJr.J・トーミB・ロバーツM・ウィリ · アムズO・ビスケルD・ジャスティスM・グリッソムM・ラミレス（なし） | 8                    | ニ                   | C・カウンセル        | 左                   | L・ヘルナンデスC・ジョンソンD・ドールトンC・カウンセルB・ボニーヤE・レンテリアM・アルーD・ホワイトG・シェ · フィールド（なし） |
| 9                              | 投                             | O・ハーシュハイザー            | 右                             | O・ハーシュハイザーS・アロマーJr.J・トーミB・ロバーツM・ウィリ · アムズO・ビスケルD・ジャスティスM・グリッソムM・ラミレス（なし） | 9                    | 投                   | L・ヘルナンデス      | 右                   | L・ヘルナンデスC・ジョンソンD・ドールトンC・カウンセルB・ボニーヤE・レンテリアM・アルーD・ホワイトG・シェ · フィールド（なし） |
| 先発投手                       | 先発投手                       | 先発投手                       | 投球                           | O・ハーシュハイザーS・アロマーJr.J・トーミB・ロバーツM・ウィリ · アムズO・ビスケルD・ジャスティスM・グリッソムM・ラミレス（なし） | 先発投手             | 先発投手             | 先発投手             | 投球                 | L・ヘルナンデスC・ジョンソンD・ドールトンC・カウンセルB・ボニーヤE・レンテリアM・アルーD・ホワイトG・シェ · フィールド（なし） |
| O・ハーシュハイザー            | O・ハーシュハイザー            | O・ハーシュハイザー            | 右                             | O・ハーシュハイザーS・アロマーJr.J・トーミB・ロバーツM・ウィリ · アムズO・ビスケルD・ジャスティスM・グリッソムM・ラミレス（なし） | L・ヘルナンデス      | L・ヘルナンデス      | L・ヘルナンデス      | 右                   | L・ヘルナンデスC・ジョンソンD・ドールトンC・カウンセルB・ボニーヤE・レンテリアM・アルーD・ホワイトG・シェ · フィールド（なし） |

### 第2戦 10月19日
- プロ・プレイヤー・スタジアム（フロリダ州マイアミガーデンズ）

|                                | 1 | 2 | 3 | 4 | 5 | 6 | 7 | 8 | 9 | R | H  | E |
| ------------------------------ | - | - | - | - | - | - | - | - | - | - | -- | - |
| クリーブランド・インディアンス | 1 | 0 | 0 | 0 | 3 | 2 | 0 | 0 | 0 | 6 | 14 | 0 |
| フロリダ・マーリンズ           | 1 | 0 | 0 | 0 | 0 | 0 | 0 | 0 | 0 | 1 | 8  | 0 |

1. 勝利：チャド・オージェイ（1勝）
2. 敗戦：ケビン・ブラウン（1敗）
3. 本塁打
CLE：サンディー・アロマー・ジュニア1号2ラン
4. 審判
［球審］デイル・フォード（AL）
［塁審］一塁: ジョー・ウェスト（NL）、二塁: グレッグ・コスク（AL）、三塁: ランディ・マーシュ（NL）
［外審］左翼: ケン・カイザー（AL）、右翼: エド・モンタギュー（NL）
5. 試合開始時刻: 東部夏時間（UTC-4）午後7時47分  試合時間: 2時間48分  観客: 6万7025人  気温: 78°F（25.6°C）
詳細: MLB.com Gameday / Baseball-Reference.com

| クリーブランド・インディアンス | クリーブランド・インディアンス | クリーブランド・インディアンス | クリーブランド・インディアンス | クリーブランド・インディアンス                                                                                              | フロリダ・マーリンズ | フロリダ・マーリンズ | フロリダ・マーリンズ | フロリダ・マーリンズ | フロリダ・マーリンズ |
| ------------------------------ | ------------------------------ | ------------------------------ | ------------------------------ | --- | -------------------- | -------------------- | -------------------- | -------------------- | --- |
| 打順                           | 守備                           | 選手                           | 打席                           | C・オージェイS・アロマーJr.J・トーミB・ロバーツM・ウィリ · アムズO・ビスケルD・ジャスティスM・グリッソムM・ラミレス（なし） | 打順                 | 守備                 | 選手                 | 打席                 | K・ブラウンC・ジョンソンJ・コーナインC・カウンセルB・ボニーヤE・レンテリアM・アルーD・ホワイトG・シェ · フィールド（なし） |
| 1                              | 二                             | B・ロバーツ                    | 両                             | C・オージェイS・アロマーJr.J・トーミB・ロバーツM・ウィリ · アムズO・ビスケルD・ジャスティスM・グリッソムM・ラミレス（なし） | 1                    | 中                   | D・ホワイト          | 両                   | K・ブラウンC・ジョンソンJ・コーナインC・カウンセルB・ボニーヤE・レンテリアM・アルーD・ホワイトG・シェ · フィールド（なし） |
| 2                              | 遊                             | O・ビスケル                    | 両                             | C・オージェイS・アロマーJr.J・トーミB・ロバーツM・ウィリ · アムズO・ビスケルD・ジャスティスM・グリッソムM・ラミレス（なし） | 2                    | 遊                   | E・レンテリア        | 右                   | K・ブラウンC・ジョンソンJ・コーナインC・カウンセルB・ボニーヤE・レンテリアM・アルーD・ホワイトG・シェ · フィールド（なし） |
| 3                              | 右                             | M・ラミレス                    | 右                             | C・オージェイS・アロマーJr.J・トーミB・ロバーツM・ウィリ · アムズO・ビスケルD・ジャスティスM・グリッソムM・ラミレス（なし） | 3                    | 右                   | G・シェフィールド    | 右                   | K・ブラウンC・ジョンソンJ・コーナインC・カウンセルB・ボニーヤE・レンテリアM・アルーD・ホワイトG・シェ · フィールド（なし） |
| 4                              | 左                             | D・ジャスティス                | 左                             | C・オージェイS・アロマーJr.J・トーミB・ロバーツM・ウィリ · アムズO・ビスケルD・ジャスティスM・グリッソムM・ラミレス（なし） | 4                    | 三                   | B・ボニーヤ          | 両                   | K・ブラウンC・ジョンソンJ・コーナインC・カウンセルB・ボニーヤE・レンテリアM・アルーD・ホワイトG・シェ · フィールド（なし） |
| 5                              | 三                             | M・ウィリアムズ                | 右                             | C・オージェイS・アロマーJr.J・トーミB・ロバーツM・ウィリ · アムズO・ビスケルD・ジャスティスM・グリッソムM・ラミレス（なし） | 5                    | 一                   | J・コーナイン        | 右                   | K・ブラウンC・ジョンソンJ・コーナインC・カウンセルB・ボニーヤE・レンテリアM・アルーD・ホワイトG・シェ · フィールド（なし） |
| 6                              | 一                             | J・トーミ                      | 左                             | C・オージェイS・アロマーJr.J・トーミB・ロバーツM・ウィリ · アムズO・ビスケルD・ジャスティスM・グリッソムM・ラミレス（なし） | 6                    | 左                   | M・アルー            | 右                   | K・ブラウンC・ジョンソンJ・コーナインC・カウンセルB・ボニーヤE・レンテリアM・アルーD・ホワイトG・シェ · フィールド（なし） |
| 7                              | 捕                             | S・アロマーJr.                 | 右                             | C・オージェイS・アロマーJr.J・トーミB・ロバーツM・ウィリ · アムズO・ビスケルD・ジャスティスM・グリッソムM・ラミレス（なし） | 7                    | 捕                   | C・ジョンソン        | 右                   | K・ブラウンC・ジョンソンJ・コーナインC・カウンセルB・ボニーヤE・レンテリアM・アルーD・ホワイトG・シェ · フィールド（なし） |
| 8                              | 中                             | M・グリッソム                  | 右                             | C・オージェイS・アロマーJr.J・トーミB・ロバーツM・ウィリ · アムズO・ビスケルD・ジャスティスM・グリッソムM・ラミレス（なし） | 8                    | ニ                   | C・カウンセル        | 左                   | K・ブラウンC・ジョンソンJ・コーナインC・カウンセルB・ボニーヤE・レンテリアM・アルーD・ホワイトG・シェ · フィールド（なし） |
| 9                              | 投                             | C・オージェイ                  | 右                             | C・オージェイS・アロマーJr.J・トーミB・ロバーツM・ウィリ · アムズO・ビスケルD・ジャスティスM・グリッソムM・ラミレス（なし） | 9                    | 投                   | K・ブラウン          | 右                   | K・ブラウンC・ジョンソンJ・コーナインC・カウンセルB・ボニーヤE・レンテリアM・アルーD・ホワイトG・シェ · フィールド（なし） |
| 先発投手                       | 先発投手                       | 先発投手                       | 投球                           | C・オージェイS・アロマーJr.J・トーミB・ロバーツM・ウィリ · アムズO・ビスケルD・ジャスティスM・グリッソムM・ラミレス（なし） | 先発投手             | 先発投手             | 先発投手             | 投球                 | K・ブラウンC・ジョンソンJ・コーナインC・カウンセルB・ボニーヤE・レンテリアM・アルーD・ホワイトG・シェ · フィールド（なし） |
| C・オージェイ                  | C・オージェイ                  | C・オージェイ                  | 右                             | C・オージェイS・アロマーJr.J・トーミB・ロバーツM・ウィリ · アムズO・ビスケルD・ジャスティスM・グリッソムM・ラミレス（なし） | K・ブラウン          | K・ブラウン          | K・ブラウン          | 右                   | K・ブラウンC・ジョンソンJ・コーナインC・カウンセルB・ボニーヤE・レンテリアM・アルーD・ホワイトG・シェ · フィールド（なし） |

### 第3戦 10月21日
- ジェイコブス・フィールド（オハイオ州クリーブランド）

|                                | 1 | 2 | 3 | 4 | 5 | 6 | 7 | 8 | 9 | R  | H  | E |
| ------------------------------ | - | - | - | - | - | - | - | - | - | -- | -- | - |
| フロリダ・マーリンズ           | 1 | 0 | 1 | 1 | 0 | 2 | 2 | 0 | 7 | 14 | 16 | 3 |
| クリーブランド・インディアンス | 2 | 0 | 0 | 3 | 2 | 0 | 0 | 0 | 4 | 11 | 10 | 3 |

1. 勝利：デニス・クック（1勝）
2. 敗戦：エリック・プランク（1敗）
3. 本塁打
FLA：ゲイリー・シェフィールド1号ソロ、ダレン・ドールトン1号ソロ、ジム・アイゼンライク1号2ラン
CLE：ジム・トーミ2号2ラン
4. 審判
［球審］ジョー・ウェスト（NL）
［塁審］一塁: グレッグ・コスク（AL）、二塁: ランディ・マーシュ（NL）、三塁: ケン・カイザー（AL）
［外審］左翼: エド・モンタギュー（NL）、右翼: デイル・フォード（AL）
5. 試合開始時刻: 東部夏時間（UTC-4）午後8時24分  試合時間: 4時間12分  観客: 4万4880人  気温: 47°F（8.3°C）
詳細: MLB.com Gameday / Baseball-Reference.com

| フロリダ・マーリンズ | フロリダ・マーリンズ | フロリダ・マーリンズ | フロリダ・マーリンズ | フロリダ・マーリンズ | クリーブランド・インディアンス | クリーブランド・インディアンス | クリーブランド・インディアンス | クリーブランド・インディアンス | クリーブランド・インディアンス                                                                                                   |
| -------------------- | -------------------- | -------------------- | -------------------- | --- | ------------------------------ | ------------------------------ | ------------------------------ | ------------------------------ | --- |
| 打順                 | 守備                 | 選手                 | 打席                 | A・ライターC・ジョンソンD・ドールトンC・カウンセルB・ボニーヤE・レンテリアM・アルーD・ホワイトG・シェ · フィールドJ・アイゼン · ライク | 打順                           | 守備                           | 選手                           | 打席                           | C・ナギーS・アロマーJr.J・トーミT・フェルナンデスM・ウィリ · アムズO・ビスケルB・ロバーツM・グリッソムM・ラミレスD・ジャスティス |
| 1                    | 中                   | D・ホワイト          | 両                   | A・ライターC・ジョンソンD・ドールトンC・カウンセルB・ボニーヤE・レンテリアM・アルーD・ホワイトG・シェ · フィールドJ・アイゼン · ライク | 1                              | 左                             | B・ロバーツ                    | 両                             | C・ナギーS・アロマーJr.J・トーミT・フェルナンデスM・ウィリ · アムズO・ビスケルB・ロバーツM・グリッソムM・ラミレスD・ジャスティス |
| 2                    | 遊                   | E・レンテリア        | 右                   | A・ライターC・ジョンソンD・ドールトンC・カウンセルB・ボニーヤE・レンテリアM・アルーD・ホワイトG・シェ · フィールドJ・アイゼン · ライク | 2                              | 遊                             | O・ビスケル                    | 両                             | C・ナギーS・アロマーJr.J・トーミT・フェルナンデスM・ウィリ · アムズO・ビスケルB・ロバーツM・グリッソムM・ラミレスD・ジャスティス |
| 3                    | 右                   | G・シェフィールド    | 右                   | A・ライターC・ジョンソンD・ドールトンC・カウンセルB・ボニーヤE・レンテリアM・アルーD・ホワイトG・シェ · フィールドJ・アイゼン · ライク | 3                              | 右                             | M・ラミレス                    | 右                             | C・ナギーS・アロマーJr.J・トーミT・フェルナンデスM・ウィリ · アムズO・ビスケルB・ロバーツM・グリッソムM・ラミレスD・ジャスティス |
| 4                    | 三                   | B・ボニーヤ          | 両                   | A・ライターC・ジョンソンD・ドールトンC・カウンセルB・ボニーヤE・レンテリアM・アルーD・ホワイトG・シェ · フィールドJ・アイゼン · ライク | 4                              | DH                             | D・ジャスティス                | 左                             | C・ナギーS・アロマーJr.J・トーミT・フェルナンデスM・ウィリ · アムズO・ビスケルB・ロバーツM・グリッソムM・ラミレスD・ジャスティス |
| 5                    | 一                   | D・ドールトン        | 左                   | A・ライターC・ジョンソンD・ドールトンC・カウンセルB・ボニーヤE・レンテリアM・アルーD・ホワイトG・シェ · フィールドJ・アイゼン · ライク | 5                              | 三                             | M・ウィリアムズ                | 右                             | C・ナギーS・アロマーJr.J・トーミT・フェルナンデスM・ウィリ · アムズO・ビスケルB・ロバーツM・グリッソムM・ラミレスD・ジャスティス |
| 6                    | 左                   | M・アルー            | 右                   | A・ライターC・ジョンソンD・ドールトンC・カウンセルB・ボニーヤE・レンテリアM・アルーD・ホワイトG・シェ · フィールドJ・アイゼン · ライク | 6                              | 捕                             | S・アロマーJr.                 | 右                             | C・ナギーS・アロマーJr.J・トーミT・フェルナンデスM・ウィリ · アムズO・ビスケルB・ロバーツM・グリッソムM・ラミレスD・ジャスティス |
| 7                    | DH                   | J・アイゼンライク    | 左                   | A・ライターC・ジョンソンD・ドールトンC・カウンセルB・ボニーヤE・レンテリアM・アルーD・ホワイトG・シェ · フィールドJ・アイゼン · ライク | 7                              | 一                             | J・トーミ                      | 左                             | C・ナギーS・アロマーJr.J・トーミT・フェルナンデスM・ウィリ · アムズO・ビスケルB・ロバーツM・グリッソムM・ラミレスD・ジャスティス |
| 8                    | 捕                   | C・ジョンソン        | 右                   | A・ライターC・ジョンソンD・ドールトンC・カウンセルB・ボニーヤE・レンテリアM・アルーD・ホワイトG・シェ · フィールドJ・アイゼン · ライク | 8                              | 二                             | T・フェルナンデス              | 両                             | C・ナギーS・アロマーJr.J・トーミT・フェルナンデスM・ウィリ · アムズO・ビスケルB・ロバーツM・グリッソムM・ラミレスD・ジャスティス |
| 9                    | ニ                   | C・カウンセル        | 左                   | A・ライターC・ジョンソンD・ドールトンC・カウンセルB・ボニーヤE・レンテリアM・アルーD・ホワイトG・シェ · フィールドJ・アイゼン · ライク | 9                              | 中                             | M・グリッソム                  | 右                             | C・ナギーS・アロマーJr.J・トーミT・フェルナンデスM・ウィリ · アムズO・ビスケルB・ロバーツM・グリッソムM・ラミレスD・ジャスティス |
| 先発投手             | 先発投手             | 先発投手             | 投球                 | A・ライターC・ジョンソンD・ドールトンC・カウンセルB・ボニーヤE・レンテリアM・アルーD・ホワイトG・シェ · フィールドJ・アイゼン · ライク | 先発投手                       | 先発投手                       | 先発投手                       | 投球                           | C・ナギーS・アロマーJr.J・トーミT・フェルナンデスM・ウィリ · アムズO・ビスケルB・ロバーツM・グリッソムM・ラミレスD・ジャスティス |
| A・ライター          | A・ライター          | A・ライター          | 左                   | A・ライターC・ジョンソンD・ドールトンC・カウンセルB・ボニーヤE・レンテリアM・アルーD・ホワイトG・シェ · フィールドJ・アイゼン · ライク | C・ナギー                      | C・ナギー                      | C・ナギー                      | 右                             | C・ナギーS・アロマーJr.J・トーミT・フェルナンデスM・ウィリ · アムズO・ビスケルB・ロバーツM・グリッソムM・ラミレスD・ジャスティス |

### 第4戦 10月22日
- ジェイコブス・フィールド（オハイオ州クリーブランド）

|                                | 1 | 2 | 3 | 4 | 5 | 6 | 7 | 8 | 9 | R  | H  | E |
| ------------------------------ | - | - | - | - | - | - | - | - | - | -- | -- | - |
| フロリダ・マーリンズ           | 0 | 0 | 0 | 1 | 0 | 2 | 0 | 0 | 0 | 3  | 6  | 2 |
| クリーブランド・インディアンス | 3 | 0 | 3 | 0 | 0 | 1 | 1 | 2 | X | 10 | 15 | 0 |

1. 勝利：ジャレット・ライト（1勝）
2. セーブ：ブライアン・アンダーソン（1S）
3. 敗戦：トニー・ソーンダース（1敗）
4. 本塁打
FLA：モイゼス・アルー2号2ラン
CLE：マニー・ラミレス2号2ラン、マット・ウィリアムズ1号2ラン
5. 審判
［球審］グレッグ・コスク（AL）
［塁審］一塁: ランディ・マーシュ（NL）、二塁: ケン・カイザー（AL）、三塁: エド・モンタギュー（NL）
［外審］左翼: デイル・フォード（AL）、右翼: ジョー・ウェスト（NL）
6. 試合開始時刻: 東部夏時間（UTC-4）午後8時21分  試合時間: 3時間15分  観客: 4万4887人  気温: 35°F（1.7°C）
詳細: MLB.com Gameday / Baseball-Reference.com

| フロリダ・マーリンズ | フロリダ・マーリンズ | フロリダ・マーリンズ | フロリダ・マーリンズ | フロリダ・マーリンズ | クリーブランド・インディアンス | クリーブランド・インディアンス | クリーブランド・インディアンス | クリーブランド・インディアンス | クリーブランド・インディアンス                                                                                                   |
| -------------------- | -------------------- | -------------------- | -------------------- | --- | ------------------------------ | ------------------------------ | ------------------------------ | ------------------------------ | --- |
| 打順                 | 守備                 | 選手                 | 打席                 | T・ソーンダースC・ジョンソンD・ドールトンC・カウンセルB・ボニーヤE・レンテリアM・アルーD・ホワイトG・シェ · フィールドJ・アイゼン · ライク | 打順                           | 守備                           | 選手                           | 打席                           | J・ライトS・アロマーJr.J・トーミT・フェルナンデスM・ウィリ · アムズO・ビスケルB・ロバーツM・グリッソムM・ラミレスD・ジャスティス |
| 1                    | 中                   | D・ホワイト          | 両                   | T・ソーンダースC・ジョンソンD・ドールトンC・カウンセルB・ボニーヤE・レンテリアM・アルーD・ホワイトG・シェ · フィールドJ・アイゼン · ライク | 1                              | 左                             | B・ロバーツ                    | 両                             | J・ライトS・アロマーJr.J・トーミT・フェルナンデスM・ウィリ · アムズO・ビスケルB・ロバーツM・グリッソムM・ラミレスD・ジャスティス |
| 2                    | 遊                   | E・レンテリア        | 右                   | T・ソーンダースC・ジョンソンD・ドールトンC・カウンセルB・ボニーヤE・レンテリアM・アルーD・ホワイトG・シェ · フィールドJ・アイゼン · ライク | 2                              | 遊                             | O・ビスケル                    | 両                             | J・ライトS・アロマーJr.J・トーミT・フェルナンデスM・ウィリ · アムズO・ビスケルB・ロバーツM・グリッソムM・ラミレスD・ジャスティス |
| 3                    | 右                   | G・シェフィールド    | 右                   | T・ソーンダースC・ジョンソンD・ドールトンC・カウンセルB・ボニーヤE・レンテリアM・アルーD・ホワイトG・シェ · フィールドJ・アイゼン · ライク | 3                              | 右                             | M・ラミレス                    | 右                             | J・ライトS・アロマーJr.J・トーミT・フェルナンデスM・ウィリ · アムズO・ビスケルB・ロバーツM・グリッソムM・ラミレスD・ジャスティス |
| 4                    | 三                   | B・ボニーヤ          | 両                   | T・ソーンダースC・ジョンソンD・ドールトンC・カウンセルB・ボニーヤE・レンテリアM・アルーD・ホワイトG・シェ · フィールドJ・アイゼン · ライク | 4                              | DH                             | D・ジャスティス                | 左                             | J・ライトS・アロマーJr.J・トーミT・フェルナンデスM・ウィリ · アムズO・ビスケルB・ロバーツM・グリッソムM・ラミレスD・ジャスティス |
| 5                    | 一                   | D・ドールトン        | 左                   | T・ソーンダースC・ジョンソンD・ドールトンC・カウンセルB・ボニーヤE・レンテリアM・アルーD・ホワイトG・シェ · フィールドJ・アイゼン · ライク | 5                              | 三                             | M・ウィリアムズ                | 右                             | J・ライトS・アロマーJr.J・トーミT・フェルナンデスM・ウィリ · アムズO・ビスケルB・ロバーツM・グリッソムM・ラミレスD・ジャスティス |
| 6                    | 左                   | M・アルー            | 右                   | T・ソーンダースC・ジョンソンD・ドールトンC・カウンセルB・ボニーヤE・レンテリアM・アルーD・ホワイトG・シェ · フィールドJ・アイゼン · ライク | 6                              | 捕                             | S・アロマーJr.                 | 右                             | J・ライトS・アロマーJr.J・トーミT・フェルナンデスM・ウィリ · アムズO・ビスケルB・ロバーツM・グリッソムM・ラミレスD・ジャスティス |
| 7                    | DH                   | J・アイゼンライク    | 左                   | T・ソーンダースC・ジョンソンD・ドールトンC・カウンセルB・ボニーヤE・レンテリアM・アルーD・ホワイトG・シェ · フィールドJ・アイゼン · ライク | 7                              | 一                             | J・トーミ                      | 左                             | J・ライトS・アロマーJr.J・トーミT・フェルナンデスM・ウィリ · アムズO・ビスケルB・ロバーツM・グリッソムM・ラミレスD・ジャスティス |
| 8                    | 捕                   | C・ジョンソン        | 右                   | T・ソーンダースC・ジョンソンD・ドールトンC・カウンセルB・ボニーヤE・レンテリアM・アルーD・ホワイトG・シェ · フィールドJ・アイゼン · ライク | 8                              | 二                             | T・フェルナンデス              | 両                             | J・ライトS・アロマーJr.J・トーミT・フェルナンデスM・ウィリ · アムズO・ビスケルB・ロバーツM・グリッソムM・ラミレスD・ジャスティス |
| 9                    | ニ                   | C・カウンセル        | 左                   | T・ソーンダースC・ジョンソンD・ドールトンC・カウンセルB・ボニーヤE・レンテリアM・アルーD・ホワイトG・シェ · フィールドJ・アイゼン · ライク | 9                              | 中                             | M・グリッソム                  | 右                             | J・ライトS・アロマーJr.J・トーミT・フェルナンデスM・ウィリ · アムズO・ビスケルB・ロバーツM・グリッソムM・ラミレスD・ジャスティス |
| 先発投手             | 先発投手             | 先発投手             | 投球                 | T・ソーンダースC・ジョンソンD・ドールトンC・カウンセルB・ボニーヤE・レンテリアM・アルーD・ホワイトG・シェ · フィールドJ・アイゼン · ライク | 先発投手                       | 先発投手                       | 先発投手                       | 投球                           | J・ライトS・アロマーJr.J・トーミT・フェルナンデスM・ウィリ · アムズO・ビスケルB・ロバーツM・グリッソムM・ラミレスD・ジャスティス |
| T・ソーンダース      | T・ソーンダース      | T・ソーンダース      | 左                   | T・ソーンダースC・ジョンソンD・ドールトンC・カウンセルB・ボニーヤE・レンテリアM・アルーD・ホワイトG・シェ · フィールドJ・アイゼン · ライク | J・ライト                      | J・ライト                      | J・ライト                      | 右                             | J・ライトS・アロマーJr.J・トーミT・フェルナンデスM・ウィリ · アムズO・ビスケルB・ロバーツM・グリッソムM・ラミレスD・ジャスティス |

### 第5戦 10月23日
- ジェイコブス・フィールド（オハイオ州クリーブランド）

|                                | 1 | 2 | 3 | 4 | 5 | 6 | 7 | 8 | 9 | R | H  | E |
| ------------------------------ | - | - | - | - | - | - | - | - | - | - | -- | - |
| フロリダ・マーリンズ           | 0 | 2 | 0 | 0 | 0 | 4 | 0 | 1 | 1 | 8 | 15 | 2 |
| クリーブランド・インディアンス | 0 | 1 | 3 | 0 | 0 | 0 | 0 | 0 | 3 | 7 | 9  | 0 |

1. 勝利：リバン・ヘルナンデス（2勝）
2. セーブ：ロブ・ネン（2S）
3. 敗戦：オーレル・ハーシュハイザー（2敗）
4. 本塁打
FLA：モイゼス・アルー3号3ラン
CLE：サンディー・アロマー・ジュニア2号3ラン
5. 審判
［球審］ランディ・マーシュ（NL）
［塁審］一塁: ケン・カイザー（AL）、二塁: エド・モンタギュー（NL）、三塁: デイル・フォード（AL）
［外審］左翼: ジョー・ウェスト（NL）、右翼: グレッグ・コスク（AL）
6. 試合開始時刻: 東部夏時間（UTC-4）午後8時22分  試合時間: 3時間39分  観客: 4万4888人  気温: 46°F（7.8°C）
詳細: MLB.com Gameday / Baseball-Reference.com

| フロリダ・マーリンズ | フロリダ・マーリンズ | フロリダ・マーリンズ | フロリダ・マーリンズ | フロリダ・マーリンズ | クリーブランド・インディアンス | クリーブランド・インディアンス | クリーブランド・インディアンス | クリーブランド・インディアンス | クリーブランド・インディアンス |
| -------------------- | -------------------- | -------------------- | -------------------- | --- | ------------------------------ | ------------------------------ | ------------------------------ | ------------------------------ | --- |
| 打順                 | 守備                 | 選手                 | 打席                 | L・ヘルナンデスC・ジョンソンJ・コーナインC・カウンセルB・ボニーヤE・レンテリアM・アルーD・ホワイトG・シェ · フィールドD・ドールトン | 打順                           | 守備                           | 選手                           | 打席                           | O・ハーシュハイザーS・アロマーJr.J・トーミB・ロバーツM・ウィリ · アムズO・ビスケルB・ジャイルズM・グリッソムM・ラミレスD・ジャスティス |
| 1                    | 中                   | D・ホワイト          | 両                   | L・ヘルナンデスC・ジョンソンJ・コーナインC・カウンセルB・ボニーヤE・レンテリアM・アルーD・ホワイトG・シェ · フィールドD・ドールトン | 1                              | 二                             | B・ロバーツ                    | 両                             | O・ハーシュハイザーS・アロマーJr.J・トーミB・ロバーツM・ウィリ · アムズO・ビスケルB・ジャイルズM・グリッソムM・ラミレスD・ジャスティス |
| 2                    | 遊                   | E・レンテリア        | 右                   | L・ヘルナンデスC・ジョンソンJ・コーナインC・カウンセルB・ボニーヤE・レンテリアM・アルーD・ホワイトG・シェ · フィールドD・ドールトン | 2                              | 遊                             | O・ビスケル                    | 両                             | O・ハーシュハイザーS・アロマーJr.J・トーミB・ロバーツM・ウィリ · アムズO・ビスケルB・ジャイルズM・グリッソムM・ラミレスD・ジャスティス |
| 3                    | 右                   | G・シェフィールド    | 右                   | L・ヘルナンデスC・ジョンソンJ・コーナインC・カウンセルB・ボニーヤE・レンテリアM・アルーD・ホワイトG・シェ · フィールドD・ドールトン | 3                              | 右                             | M・ラミレス                    | 右                             | O・ハーシュハイザーS・アロマーJr.J・トーミB・ロバーツM・ウィリ · アムズO・ビスケルB・ジャイルズM・グリッソムM・ラミレスD・ジャスティス |
| 4                    | 三                   | B・ボニーヤ          | 両                   | L・ヘルナンデスC・ジョンソンJ・コーナインC・カウンセルB・ボニーヤE・レンテリアM・アルーD・ホワイトG・シェ · フィールドD・ドールトン | 4                              | DH                             | D・ジャスティス                | 左                             | O・ハーシュハイザーS・アロマーJr.J・トーミB・ロバーツM・ウィリ · アムズO・ビスケルB・ジャイルズM・グリッソムM・ラミレスD・ジャスティス |
| 5                    | DH                   | D・ドールトン        | 左                   | L・ヘルナンデスC・ジョンソンJ・コーナインC・カウンセルB・ボニーヤE・レンテリアM・アルーD・ホワイトG・シェ · フィールドD・ドールトン | 5                              | 三                             | M・ウィリアムズ                | 右                             | O・ハーシュハイザーS・アロマーJr.J・トーミB・ロバーツM・ウィリ · アムズO・ビスケルB・ジャイルズM・グリッソムM・ラミレスD・ジャスティス |
| 6                    | 左                   | M・アルー            | 右                   | L・ヘルナンデスC・ジョンソンJ・コーナインC・カウンセルB・ボニーヤE・レンテリアM・アルーD・ホワイトG・シェ · フィールドD・ドールトン | 6                              | 一                             | J・トーミ                      | 左                             | O・ハーシュハイザーS・アロマーJr.J・トーミB・ロバーツM・ウィリ · アムズO・ビスケルB・ジャイルズM・グリッソムM・ラミレスD・ジャスティス |
| 7                    | 一                   | J・コーナイン        | 右                   | L・ヘルナンデスC・ジョンソンJ・コーナインC・カウンセルB・ボニーヤE・レンテリアM・アルーD・ホワイトG・シェ · フィールドD・ドールトン | 7                              | 捕                             | S・アロマーJr.                 | 右                             | O・ハーシュハイザーS・アロマーJr.J・トーミB・ロバーツM・ウィリ · アムズO・ビスケルB・ジャイルズM・グリッソムM・ラミレスD・ジャスティス |
| 8                    | 捕                   | C・ジョンソン        | 右                   | L・ヘルナンデスC・ジョンソンJ・コーナインC・カウンセルB・ボニーヤE・レンテリアM・アルーD・ホワイトG・シェ · フィールドD・ドールトン | 8                              | 左                             | B・ジャイルズ                  | 左                             | O・ハーシュハイザーS・アロマーJr.J・トーミB・ロバーツM・ウィリ · アムズO・ビスケルB・ジャイルズM・グリッソムM・ラミレスD・ジャスティス |
| 9                    | ニ                   | C・カウンセル        | 左                   | L・ヘルナンデスC・ジョンソンJ・コーナインC・カウンセルB・ボニーヤE・レンテリアM・アルーD・ホワイトG・シェ · フィールドD・ドールトン | 9                              | 中                             | M・グリッソム                  | 右                             | O・ハーシュハイザーS・アロマーJr.J・トーミB・ロバーツM・ウィリ · アムズO・ビスケルB・ジャイルズM・グリッソムM・ラミレスD・ジャスティス |
| 先発投手             | 先発投手             | 先発投手             | 投球                 | L・ヘルナンデスC・ジョンソンJ・コーナインC・カウンセルB・ボニーヤE・レンテリアM・アルーD・ホワイトG・シェ · フィールドD・ドールトン | 先発投手                       | 先発投手                       | 先発投手                       | 投球                           | O・ハーシュハイザーS・アロマーJr.J・トーミB・ロバーツM・ウィリ · アムズO・ビスケルB・ジャイルズM・グリッソムM・ラミレスD・ジャスティス |
| L・ヘルナンデス      | L・ヘルナンデス      | L・ヘルナンデス      | 右                   | L・ヘルナンデスC・ジョンソンJ・コーナインC・カウンセルB・ボニーヤE・レンテリアM・アルーD・ホワイトG・シェ · フィールドD・ドールトン | O・ハーシュハイザー            | O・ハーシュハイザー            | O・ハーシュハイザー            | 右                             | O・ハーシュハイザーS・アロマーJr.J・トーミB・ロバーツM・ウィリ · アムズO・ビスケルB・ジャイルズM・グリッソムM・ラミレスD・ジャスティス |

### 第6戦 10月25日
- プロ・プレイヤー・スタジアム（フロリダ州マイアミガーデンズ）

|                                | 1 | 2 | 3 | 4 | 5 | 6 | 7 | 8 | 9 | R | H | E |
| ------------------------------ | - | - | - | - | - | - | - | - | - | - | - | - |
| クリーブランド・インディアンス | 0 | 2 | 1 | 0 | 1 | 0 | 0 | 0 | 0 | 4 | 7 | 0 |
| フロリダ・マーリンズ           | 0 | 0 | 0 | 0 | 1 | 0 | 0 | 0 | 0 | 1 | 8 | 0 |

1. 勝利：チャド・オージェイ（2勝）
2. セーブ：ホセ・メサ（1S）
3. 敗戦：ケビン・ブラウン（2敗）
4. 審判
［球審］ケン・カイザー（AL）
［塁審］一塁: エド・モンタギュー（NL）、二塁: デイル・フォード（AL）、三塁: ジョー・ウェスト（NL）
［外審］左翼: グレッグ・コスク（AL）、右翼: ランディ・マーシュ（NL）
5. 試合開始時刻: 東部夏時間（UTC-4）午後8時3分  試合時間: 3時間15分  観客: 6万7498人  気温: 80°F（26.7°C）
詳細: MLB.com Gameday / Baseball-Reference.com

| クリーブランド・インディアンス | クリーブランド・インディアンス | クリーブランド・インディアンス | クリーブランド・インディアンス | クリーブランド・インディアンス                                                                                              | フロリダ・マーリンズ | フロリダ・マーリンズ | フロリダ・マーリンズ | フロリダ・マーリンズ | フロリダ・マーリンズ |
| ------------------------------ | ------------------------------ | ------------------------------ | ------------------------------ | --- | -------------------- | -------------------- | -------------------- | -------------------- | --- |
| 打順                           | 守備                           | 選手                           | 打席                           | C・オージェイS・アロマーJr.J・トーミB・ロバーツM・ウィリ · アムズO・ビスケルD・ジャスティスM・グリッソムM・ラミレス（なし） | 打順                 | 守備                 | 選手                 | 打席                 | K・ブラウンC・ジョンソンJ・コーナインC・カウンセルB・ボニーヤE・レンテリアM・アルーD・ホワイトG・シェ · フィールド（なし） |
| 1                              | 二                             | B・ロバーツ                    | 両                             | C・オージェイS・アロマーJr.J・トーミB・ロバーツM・ウィリ · アムズO・ビスケルD・ジャスティスM・グリッソムM・ラミレス（なし） | 1                    | 中                   | D・ホワイト          | 両                   | K・ブラウンC・ジョンソンJ・コーナインC・カウンセルB・ボニーヤE・レンテリアM・アルーD・ホワイトG・シェ · フィールド（なし） |
| 2                              | 遊                             | O・ビスケル                    | 両                             | C・オージェイS・アロマーJr.J・トーミB・ロバーツM・ウィリ · アムズO・ビスケルD・ジャスティスM・グリッソムM・ラミレス（なし） | 2                    | 遊                   | E・レンテリア        | 右                   | K・ブラウンC・ジョンソンJ・コーナインC・カウンセルB・ボニーヤE・レンテリアM・アルーD・ホワイトG・シェ · フィールド（なし） |
| 3                              | 右                             | M・ラミレス                    | 右                             | C・オージェイS・アロマーJr.J・トーミB・ロバーツM・ウィリ · アムズO・ビスケルD・ジャスティスM・グリッソムM・ラミレス（なし） | 3                    | 右                   | G・シェフィールド    | 右                   | K・ブラウンC・ジョンソンJ・コーナインC・カウンセルB・ボニーヤE・レンテリアM・アルーD・ホワイトG・シェ · フィールド（なし） |
| 4                              | 左                             | D・ジャスティス                | 左                             | C・オージェイS・アロマーJr.J・トーミB・ロバーツM・ウィリ · アムズO・ビスケルD・ジャスティスM・グリッソムM・ラミレス（なし） | 4                    | 三                   | B・ボニーヤ          | 両                   | K・ブラウンC・ジョンソンJ・コーナインC・カウンセルB・ボニーヤE・レンテリアM・アルーD・ホワイトG・シェ · フィールド（なし） |
| 5                              | 三                             | M・ウィリアムズ                | 右                             | C・オージェイS・アロマーJr.J・トーミB・ロバーツM・ウィリ · アムズO・ビスケルD・ジャスティスM・グリッソムM・ラミレス（なし） | 5                    | 一                   | J・コーナイン        | 右                   | K・ブラウンC・ジョンソンJ・コーナインC・カウンセルB・ボニーヤE・レンテリアM・アルーD・ホワイトG・シェ · フィールド（なし） |
| 6                              | 一                             | J・トーミ                      | 左                             | C・オージェイS・アロマーJr.J・トーミB・ロバーツM・ウィリ · アムズO・ビスケルD・ジャスティスM・グリッソムM・ラミレス（なし） | 6                    | 左                   | M・アルー            | 右                   | K・ブラウンC・ジョンソンJ・コーナインC・カウンセルB・ボニーヤE・レンテリアM・アルーD・ホワイトG・シェ · フィールド（なし） |
| 7                              | 捕                             | S・アロマーJr.                 | 右                             | C・オージェイS・アロマーJr.J・トーミB・ロバーツM・ウィリ · アムズO・ビスケルD・ジャスティスM・グリッソムM・ラミレス（なし） | 7                    | 捕                   | C・ジョンソン        | 右                   | K・ブラウンC・ジョンソンJ・コーナインC・カウンセルB・ボニーヤE・レンテリアM・アルーD・ホワイトG・シェ · フィールド（なし） |
| 8                              | 中                             | M・グリッソム                  | 右                             | C・オージェイS・アロマーJr.J・トーミB・ロバーツM・ウィリ · アムズO・ビスケルD・ジャスティスM・グリッソムM・ラミレス（なし） | 8                    | ニ                   | C・カウンセル        | 左                   | K・ブラウンC・ジョンソンJ・コーナインC・カウンセルB・ボニーヤE・レンテリアM・アルーD・ホワイトG・シェ · フィールド（なし） |
| 9                              | 投                             | C・オージェイ                  | 右                             | C・オージェイS・アロマーJr.J・トーミB・ロバーツM・ウィリ · アムズO・ビスケルD・ジャスティスM・グリッソムM・ラミレス（なし） | 9                    | 投                   | K・ブラウン          | 右                   | K・ブラウンC・ジョンソンJ・コーナインC・カウンセルB・ボニーヤE・レンテリアM・アルーD・ホワイトG・シェ · フィールド（なし） |
| 先発投手                       | 先発投手                       | 先発投手                       | 投球                           | C・オージェイS・アロマーJr.J・トーミB・ロバーツM・ウィリ · アムズO・ビスケルD・ジャスティスM・グリッソムM・ラミレス（なし） | 先発投手             | 先発投手             | 先発投手             | 投球                 | K・ブラウンC・ジョンソンJ・コーナインC・カウンセルB・ボニーヤE・レンテリアM・アルーD・ホワイトG・シェ · フィールド（なし） |
| C・オージェイ                  | C・オージェイ                  | C・オージェイ                  | 右                             | C・オージェイS・アロマーJr.J・トーミB・ロバーツM・ウィリ · アムズO・ビスケルD・ジャスティスM・グリッソムM・ラミレス（なし） | K・ブラウン          | K・ブラウン          | K・ブラウン          | 右                   | K・ブラウンC・ジョンソンJ・コーナインC・カウンセルB・ボニーヤE・レンテリアM・アルーD・ホワイトG・シェ · フィールド（なし） |

### 第7戦 10月26日
- プロ・プレイヤー・スタジアム（フロリダ州マイアミガーデンズ）

|                                | 1 | 2 | 3 | 4 | 5 | 6 | 7 | 8 | 9 | 10 | 11 | R | H | E |
| ------------------------------ | - | - | - | - | - | - | - | - | - | -- | -- | - | - | - |
| クリーブランド・インディアンス | 0 | 0 | 2 | 0 | 0 | 0 | 0 | 0 | 0 | 0  | 0  | 2 | 6 | 2 |
| フロリダ・マーリンズ           | 0 | 0 | 0 | 0 | 0 | 0 | 1 | 0 | 1 | 0  | 1x | 3 | 8 | 0 |

1. 勝利：ジェイ・パウエル（1勝）
2. 敗戦：チャールズ・ナギー（1敗）
3. 本塁打
FLA：ボビー・ボニーヤ1号ソロ
4. 審判
［球審］エド・モンタギュー（NL）
［塁審］一塁: デイル・フォード（AL）、二塁: ジョー・ウェスト（NL）、三塁: グレッグ・コスク（AL）
［外審］左翼: ランディ・マーシュ（NL）、右翼: ケン・カイザー（AL）
5. 試合開始時刻: 東部標準時（UTC-5）午後7時55分  試合時間: 4時間10分  観客: 6万7204人  気温: 80°F（26.7°C）
詳細: MLB.com Gameday / Baseball-Reference.com

| クリーブランド・インディアンス | クリーブランド・インディアンス | クリーブランド・インディアンス | クリーブランド・インディアンス | クリーブランド・インディアンス                                                                                                | フロリダ・マーリンズ | フロリダ・マーリンズ | フロリダ・マーリンズ | フロリダ・マーリンズ | フロリダ・マーリンズ |
| ------------------------------ | ------------------------------ | ------------------------------ | ------------------------------ | --- | -------------------- | -------------------- | -------------------- | -------------------- | --- |
| 打順                           | 守備                           | 選手                           | 打席                           | J・ライトS・アロマーJr.J・トーミT・フェルナンデスM・ウィリ · アムズO・ビスケルD・ジャスティスM・グリッソムM・ラミレス（なし） | 打順                 | 守備                 | 選手                 | 打席                 | A・ライターC・ジョンソンD・ドールトンC・カウンセルB・ボニーヤE・レンテリアM・アルーD・ホワイトG・シェ · フィールド（なし） |
| 1                              | 遊                             | O・ビスケル                    | 両                             | J・ライトS・アロマーJr.J・トーミT・フェルナンデスM・ウィリ · アムズO・ビスケルD・ジャスティスM・グリッソムM・ラミレス（なし） | 1                    | 中                   | D・ホワイト          | 両                   | A・ライターC・ジョンソンD・ドールトンC・カウンセルB・ボニーヤE・レンテリアM・アルーD・ホワイトG・シェ · フィールド（なし） |
| 2                              | 二                             | T・フェルナンデス              | 両                             | J・ライトS・アロマーJr.J・トーミT・フェルナンデスM・ウィリ · アムズO・ビスケルD・ジャスティスM・グリッソムM・ラミレス（なし） | 2                    | 遊                   | E・レンテリア        | 右                   | A・ライターC・ジョンソンD・ドールトンC・カウンセルB・ボニーヤE・レンテリアM・アルーD・ホワイトG・シェ · フィールド（なし） |
| 3                              | 右                             | M・ラミレス                    | 右                             | J・ライトS・アロマーJr.J・トーミT・フェルナンデスM・ウィリ · アムズO・ビスケルD・ジャスティスM・グリッソムM・ラミレス（なし） | 3                    | 右                   | G・シェフィールド    | 右                   | A・ライターC・ジョンソンD・ドールトンC・カウンセルB・ボニーヤE・レンテリアM・アルーD・ホワイトG・シェ · フィールド（なし） |
| 4                              | 左                             | D・ジャスティス                | 左                             | J・ライトS・アロマーJr.J・トーミT・フェルナンデスM・ウィリ · アムズO・ビスケルD・ジャスティスM・グリッソムM・ラミレス（なし） | 4                    | 一                   | D・ドールトン        | 左                   | A・ライターC・ジョンソンD・ドールトンC・カウンセルB・ボニーヤE・レンテリアM・アルーD・ホワイトG・シェ · フィールド（なし） |
| 5                              | 三                             | M・ウィリアムズ                | 右                             | J・ライトS・アロマーJr.J・トーミT・フェルナンデスM・ウィリ · アムズO・ビスケルD・ジャスティスM・グリッソムM・ラミレス（なし） | 5                    | 左                   | M・アルー            | 右                   | A・ライターC・ジョンソンD・ドールトンC・カウンセルB・ボニーヤE・レンテリアM・アルーD・ホワイトG・シェ · フィールド（なし） |
| 6                              | 捕                             | S・アロマーJr.                 | 右                             | J・ライトS・アロマーJr.J・トーミT・フェルナンデスM・ウィリ · アムズO・ビスケルD・ジャスティスM・グリッソムM・ラミレス（なし） | 6                    | 三                   | B・ボニーヤ          | 両                   | A・ライターC・ジョンソンD・ドールトンC・カウンセルB・ボニーヤE・レンテリアM・アルーD・ホワイトG・シェ · フィールド（なし） |
| 7                              | 一                             | J・トーミ                      | 左                             | J・ライトS・アロマーJr.J・トーミT・フェルナンデスM・ウィリ · アムズO・ビスケルD・ジャスティスM・グリッソムM・ラミレス（なし） | 7                    | 捕                   | C・ジョンソン        | 右                   | A・ライターC・ジョンソンD・ドールトンC・カウンセルB・ボニーヤE・レンテリアM・アルーD・ホワイトG・シェ · フィールド（なし） |
| 8                              | 中                             | M・グリッソム                  | 右                             | J・ライトS・アロマーJr.J・トーミT・フェルナンデスM・ウィリ · アムズO・ビスケルD・ジャスティスM・グリッソムM・ラミレス（なし） | 8                    | ニ                   | C・カウンセル        | 左                   | A・ライターC・ジョンソンD・ドールトンC・カウンセルB・ボニーヤE・レンテリアM・アルーD・ホワイトG・シェ · フィールド（なし） |
| 9                              | 投                             | J・ライト                      | 右                             | J・ライトS・アロマーJr.J・トーミT・フェルナンデスM・ウィリ · アムズO・ビスケルD・ジャスティスM・グリッソムM・ラミレス（なし） | 9                    | 投                   | A・ライター          | 左                   | A・ライターC・ジョンソンD・ドールトンC・カウンセルB・ボニーヤE・レンテリアM・アルーD・ホワイトG・シェ · フィールド（なし） |
| 先発投手                       | 先発投手                       | 先発投手                       | 投球                           | J・ライトS・アロマーJr.J・トーミT・フェルナンデスM・ウィリ · アムズO・ビスケルD・ジャスティスM・グリッソムM・ラミレス（なし） | 先発投手             | 先発投手             | 先発投手             | 投球                 | A・ライターC・ジョンソンD・ドールトンC・カウンセルB・ボニーヤE・レンテリアM・アルーD・ホワイトG・シェ · フィールド（なし） |
| J・ライト                      | J・ライト                      | J・ライト                      | 右                             | J・ライトS・アロマーJr.J・トーミT・フェルナンデスM・ウィリ · アムズO・ビスケルD・ジャスティスM・グリッソムM・ラミレス（なし） | A・ライター          | A・ライター          | A・ライター          | 左                   | A・ライターC・ジョンソンD・ドールトンC・カウンセルB・ボニーヤE・レンテリアM・アルーD・ホワイトG・シェ · フィールド（なし） |